# Vilma Moronese
Vilma Moronese (Santa Maria Capua Vetere, 31 maggio 1971) è una politica italiana.

## Biografia
Nata il 31 maggio 1971 a Santa Maria Capua Vetere, in provincia di Caserta, dove tuttora vive e ha conseguito il diploma all'Istituto Tecnico Commerciale per Ragionieri nel 1990.

### Elezione a senatore
Alle elezioni politiche del 2013 viene candidata al Senato della Repubblica, tra le liste del Movimento 5 Stelle (M5S) nella circoscrizione Campania, ed eletta senatrice.
Nella XVII legislatura della Repubblica è stata componente della 13ª Commissione permanente (Territorio, ambiente, beni ambientali) e della Commissione parlamentare d'inchiesta sul fenomeno delle intimidazioni nei confronti degli amministratori locali, oltre a ricopreri nel gruppo parlamentare del M5S al Senato gli incarichi di segretaria dal 22 aprile al 2 novembre 2015, vice-capogruppo vicario dal 5 ottobre al 20 dicembre 2017 e capogruppo dal 20 dicembre 2017 fino alla fine della legislatura.

### Presidente della Commissione Ambiente
Alle elezioni politiche del 2018 viene ricandidata al Senato della Repubblica nel collegio uninominale Campania - 02 (Caserta), sostenuta dal Movimento 5 Stelle, dove viene rieletta senatrice con il 53% dei voti contro i candidati del centro-destra, in quota Fratelli d'Italia, Giovanna Petrenga (28,38%) e del centro-sinistra, in quota Partito Democratico, l'europarlamentare Nicola Caputo (13,95%).
Nel corso della XVIII legislatura è stata presidente della 13ª Commissione Territorio, ambiente, beni ambientali del Senato, eletta il 21 giugno 2018 e confermata nel 2020.
Il 17 febbraio 2021 è una dei 15 senatori del M5S a votare contro la fiducia al Governo Draghi e il giorno dopo Vito Crimi, il Capo politico del M5S, annuncia l'espulsione di tutti e 15 i senatori.